# Анафі
Анафі (грец. Αναφή) — грецький острів в Егейському морі, що належать до групи островів Кіклади. Знаходиться в 12 морських милях на схід від Санторіні. Острів займає площу близько 38 км², довжиною 10 і шириною 7 км. Острів Анафі має у східній частині пік Каламосс висотою 584 м. 
Згідно з переписом населення 2001, на острові проживало 273 чоловік. В наш час[коли?] основними заняттями жителів є обслуговування туристів і рибальство. Вихідцями з острова в середині 19 століття у добу правління короля Оттона І в Афінах засновано район Анафіотика.